# Антальський міжнародний кінофестиваль
Антальський міжнародний кінофестиваль (раніше — Антальський міжнародний кінофестиваль «Золотий апельсин») — міжнародний кінофестиваль, який проводиться щороку в Анталїї в Туреччині. Захід був заснований в 1963 році і є одним із найстаріших кінофестивалів Європи та Азії, а також найстарішим кінофестивалем Туреччини.

## Історія
У 1950-х роках в Антальї в історичному театрі Аспендос відбувались концерти та театральні вистави, які з часом набули традиційного характеру. У 1963 році вони переросли в кінофестиваль «Золота помаранча» завдяки голові міста Авні Толунаю.
У 2014 році захід був на межі зриву через хвилю антиурядових протестів по всій країні, але в результаті було вирішено провести фестиваль у встановлені терміни, хоча парад і концерти з нагоди його відкриття були скасовані.
У 2015 році кінофестиваль був перенесений на кінець листопада — початок грудня у зв'язку зі загальними виборами, які проходили 1 листопада, а також самітом G20, який проходив 15-16 листопада.